# اوبرمهنن
اوبرمهنن (به آلمانی: Obermehnen) یک منطقهٔ مسکونی در آلمان است که در لوبکه واقع شده‌است. اوبرمهنن ۱٬۳۶۰ نفر جمعیت دارد.